# Eueides melphis
Eueides melphis är en fjärilsart som beskrevs av Jean Baptiste Godart 1819. Eueides melphis ingår i släktet Eueides och familjen praktfjärilar. Inga underarter finns listade i Catalogue of Life.